# Černý šíp
Černý šíp (1888, The Black Arrow: A Tale of the Two Roses) je historický dobrodružný román skotského spisovatele Roberta Louise Stevensona odehrávající se v období války růží.

## Obsah románu
Příběh se odehrává v Anglii ve druhé polovině 15. století. V zemi zuří občanská válka, protože vévodové z Yorku (ve znaku s bílou růží) si nárokují trůn na vládnoucí dynastii Lancasterů s růží rudou. Hlavním hrdinou románu je mladý sirotek Richard (Dick) Shelton, který se snaží odhalit vraha svého otce a zachránit mladou a statečnou dívku Janu ze spárů podlého sira Daniela Brackleyho. Ten je Dickovým poručníkem a zároveň oním hledaným vrahem. Dick musí překonávat četné nástrahy svých protivníků a nasazovat život v mnoha krvavých bitkách, které se odehrávají v bažinách, v lesích, na moři i v uvnitř středověkých hradů. Pomáhá mu při tom tlupa psanců vedená lidovým mstitelem Jankem Napravovačem (Ellisem Duckworthem), která se vzbouřila proti krutým feudálům a zabíjí je i jejich pochopy černými šípy. Nakonec je Dick samotným vévodou z Gloucesteru, budoucím králem Richardem III., pasován na rytíře a ožení se Janou. Daniel Brackley umírá zasažen posledním černým šípem Janka Napravovače.

## Filmové adaptace
- The Black Arrow (1911), americký němý film, režie Oscar Apfel;
- The Black Arrow (1948), americký film, režie Gordon Douglas;
- The Black Arrow (1951), britský televizní film;
- The Black Arrow (1958), britský televizní seriál;
- La freccia nera (1968), italský televizní seriál, režie Anton Giulio Majano;
- The Black Arrow (1972–1975), britský televizní seriál;
- The Black Arrow (1973), australský animovaný film, režie Leif Gram;
- The Black Arrow (1985; Černý šíp), americko-španělský televizní film, režie John Hough;
- Чёрная стрела „Čjornaja strela“ (1985; Černý šíp), sovětský film, režie Sergej Tarasov;
- The Black Arrow (1988; Černý šíp), australský animovaný film, režie Alex Nicholas.

## Česká knižní vydání
- Černý šíp: příběh z válek dvou růží. Přeložil Jan Čep. Praha: Rodinná knihovna, Henning Franzen, 1929. Četba domova. Nezměněné vyd.: Praha: Mars, 1934.
- Černý šíp. Přeložil Jan Čep. Praha: Melantrich, [193-?, 1940]. Melantrichova laciná knihovna klasiků, sv. 21. Dále též Praha: Melantrich, 1931. Melantrichova knižnice, sv. XLVII.; Praha: B. Stýblo, 1947. Stýblova knihovna vybrané četby, sv. 49.
- Černý šíp. Přeložil Alois Josef Šťastný. Praha: Rudolf Kmoch, 1947.
- Černý šíp: příběh z válek dvou růží. Přeložil Vladimír Henzl. Praha: Práce, 1957. Románové novinky, sv. 109. Znovu vydáno 1964.
- Černý šíp: příběh z válek dvou růží. Přeložil Vladimír Henzl. Praha: Státní nakladatelství dětské knihy, 1959. Knihy odvahy a dobrodružství, sv. 33. Znovu vydáno 1966. Dále Praha: Albatros, 1970 a 1990.
- Černý šíp: proslulý příběh z doby války růží. Přeložil Vladimír Henzl. Řitka: Daranus, 2008.